# 箱根ラリック美術館

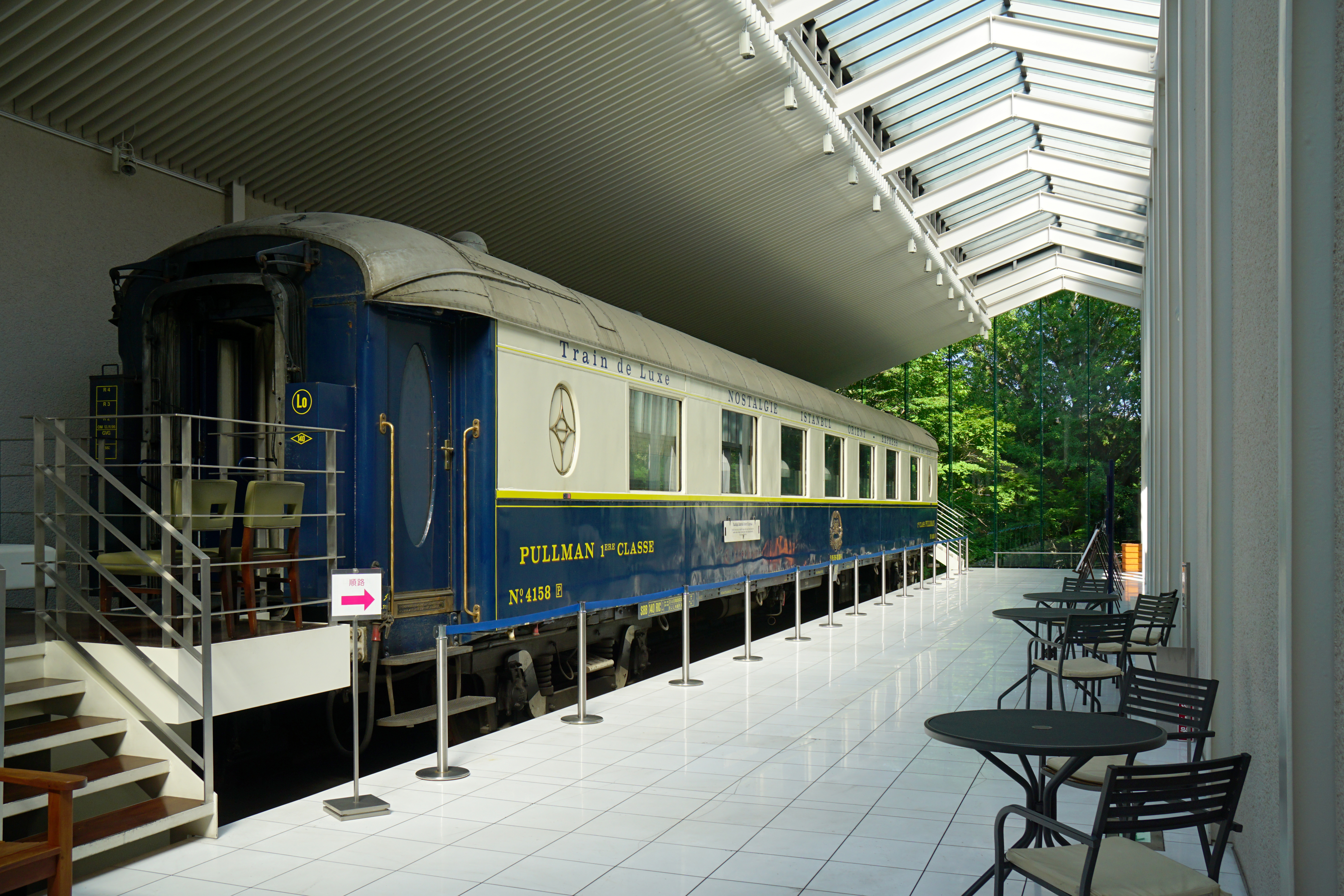
特別展示 ル・トラン

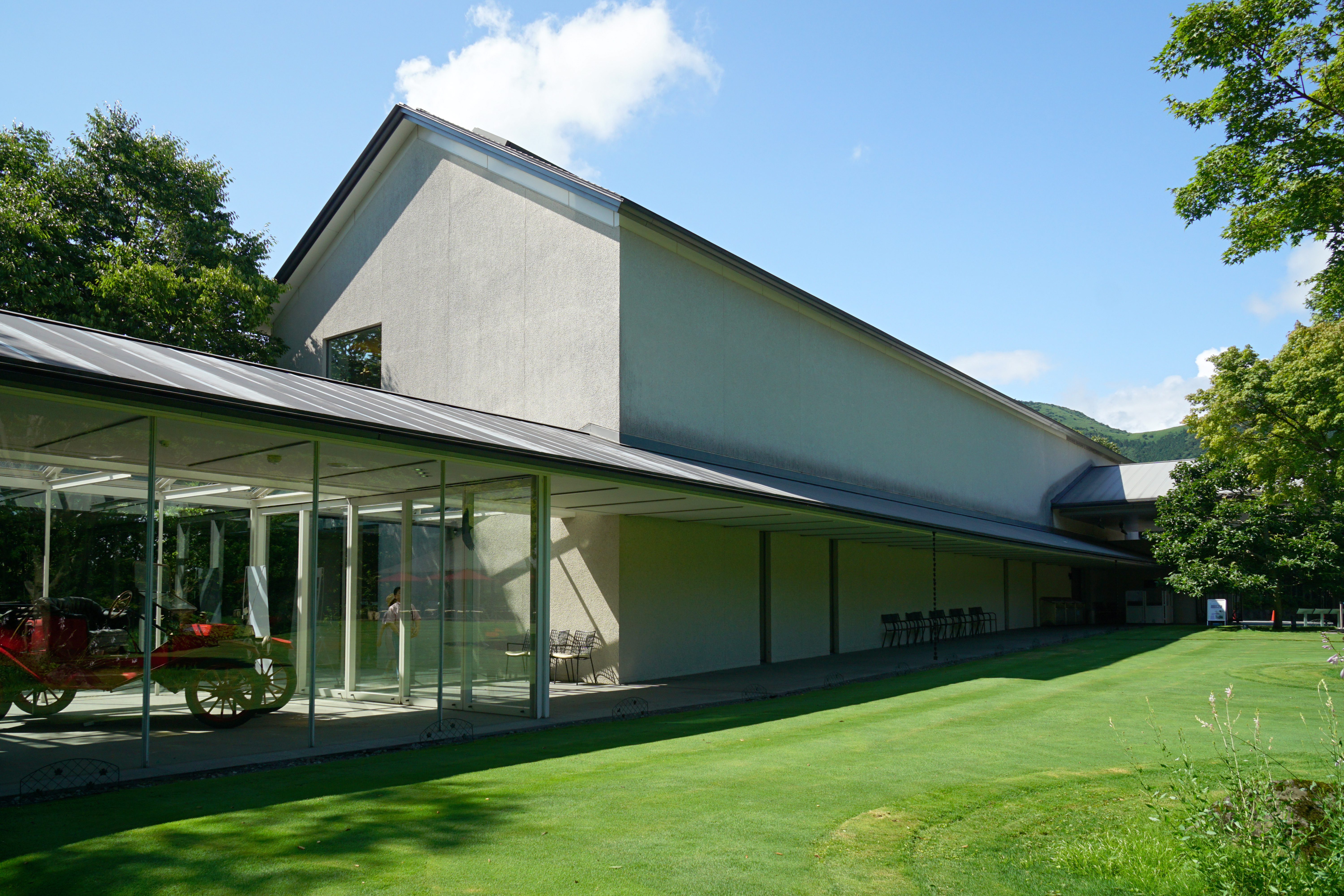
ショップ

箱根ラリック美術館（はこねラリックびじゅつかん）は、神奈川県足柄下郡箱根町仙石原にある美術館。
アール・ヌーヴォー、アール・デコという美術様式の両時代で活躍した、フランス人のガラス工芸家・宝飾デザイナールネ・ラリックの作品を展示している。

## 概要
ルネ・ラリックの作品の収集家として知られる、簱興行社長の簱功泰により開設された。約1,500点の作品を収蔵し、そのうちの約230点を常設展示しており、初期のジュエリーや装飾品、中期のガラス作品、後期の建築装飾と、ルネ・ラリックの創作活動を見ることができる。建物は2006年度に、日本建設業連合会主催の第47回BCS賞を受賞している。
館内の「特別展示 ル・トラン」には、ラリックが室内装飾を手掛け、コート・ダジュール急行や豪華列車「オリエント急行」に使用されたコートダジュール型プルマン車（No.4158E〈WSP4158〉）が展示されている。なお、この車両は1988年にオリエント急行'88として日本国内を走行した経歴をもつ。車両はカフェとして営業しているため、オリエント急行の車両に乗って、お茶やスイーツを楽しむことができる。

## 施設
- ミュージアム
- ショップ
- カフェレストラン
- 特別展示 ル・トラン

## 建築概要
- 敷地面積：13,004.50㎡（約3,934坪）
- 建築面積：2,535.04㎡（約767坪）
- 延床面積：4,586.01㎡（約1,388坪）
- 建物高さ：17.17m
- 建物規模：地下1階、地上2階

## アクセス
- 箱根湯本駅より箱根登山バスにて仙石案内所下車（30分）
- 強羅駅より施設めぐりバスにて箱根ラリック美術館下車（25分）
- バスタ新宿・東京駅より高速バスにて仙石案内所下車